# Чемпионат мира по горному бегу 2019
35-й чемпионат мира по горному бегу прошёл 15 ноября 2019 года в городе Вилья-Ла-Ангостура (Аргентина). Участники соревновались в дисциплине горного бега «вверх-вниз». Разыгрывались 8 комплектов наград: по четыре в индивидуальном и командном первенствах (мужчины, женщины, юниоры и юниорки до 20 лет). Среди юниоров могли выступить спортсмены 2000 года рождения и моложе.
Чемпионат состоялся в рамках традиционного забега K42 Adventure Marathon, проводившегося в Патагонии с 2003 года. Соревнования впервые в истории прошли в Южной Америке и, как следствие, в Андах. Взрослые спортсмены отправлялись на дистанцию 14,7 км с городской площади (высота — 780 метров над уровнем моря), преодолевали трёхкилометровую пологую часть, после чего начинали затяжной подъём среди густого леса по склону горы Бельведер до одноимённой смотровой площадки. Верхняя точка маршрута находилась на высоте 1403 метра над уровнем моря, бегуны достигали её через 7,3 км после старта. Вторая половина дистанции представляла из себя спуск к месту старта: сначала крутой, а при приближении к финишу всё более пологий. Юниоры до 20 лет соревновались на усечённой взрослой трассе длиной 6,6 км. Их старт находился уже на самом склоне на высоте 880 метров над уровнем моря, а подъём заканчивался на отметке 2 км, достигнув 1244 метра над уровнем моря. Оставшиеся 4,6 км спортсмены спускались вниз к стартово-финишному городку в Вилья-Ла-Ангостуре.
На старт вышли 213 бегунов (76 мужчин, 61 женщина, 43 юниора и 33 юниорки) из 30 стран мира. Уганда и Кения, доминировавшие на двух предыдущих чемпионатах мира, не прислали своих спортсменов в Аргентину. Каждая страна могла выставить до 4 человек в каждый из забегов. Сильнейшие сборные в командном первенстве определялись по сумме мест трёх лучших участников.
Забеги прошли при неблагоприятных погодных условиях. Участники боролись с сильным ветром и дождём. Из-за обильных осадков серьёзно вырос уровень воды в горной реке Лас-Пьедритас, создавая угрозу безопасности спортсменов, которые пересекали её по ходу бега.
На следующий день после завершения турнира Вилья-Ла-Ангостура принимала чемпионат мира по горному бегу на длинную дистанцию. Его трасса была существенно длиннее и составляла 41,5 км.

## Расписание
| Дата           | Время | Забег   |
| -------------- | ----- | ------- |
| 15 ноября 2019 | 09:45 | Юниоры  |
| 15 ноября 2019 | 10:15 | Юниорки |
| 15 ноября 2019 | 11:45 | Мужчины |
| 15 ноября 2019 | 12:15 | Женщины |

Время местное (UTC−3:00)

## Призёры
Курсивом выделены участники, чей результат не пошёл в зачёт команды.

### Мужчины
| Дисциплина                                 | Золото                                                                      | Золото   | Серебро                                                         | Серебро  | Бронза                                                                      | Бронза   |
| ------------------------------------------ | --------------------------------------------------------------------------- | -------- | --------------------------------------------------------------- | -------- | --------------------------------------------------------------------------- | -------- |
| 14,7 км перепад высот: +754 м −754 м       | Джозеф Грей США                                                             | 1:05.13  | Чезаре Маэстри Италия                                           | 1:05.21  | Марек Храсцина Чехия                                                        | 1:05.57  |
| 14,7 км (команды)                          | Чехия · Марек Храсцина · Ян Яну · Яхим Коварж · Томаш Лихий                 | 17 очков | США · Джозеф Грей · Дэвид Синклер · Энди Уоккер · Сет Демур     | 34 очка  | Италия · Чезаре Маэстри · Ксавье Шеврье · Алекс Бальдаччини · Надир Каванья | 35 очков |
| Юниоры 6,6 км перепад высот: +393 м −475 м | Джозеф Дагдейл Великобритания                                               | 32.44    | Себих Бахар Турция                                              | 32.50    | Яэль Паниагуа Мексика                                                       | 32.52    |
| Юниоры 6,6 км (команды)                    | Великобритания · Джозеф Дагдейл · Мэттью Маккей · Мэттью Ноулз · Джо Хадсон | 10 очков | Турция · Себих Бахар · Синан Аксой · Самет Демир · Махсум Дегер | 29 очков | Италия · Марко Дзолдан · Лука Мерли · Массимилиано Берти · Джакомо Бруно    | 38 очков |

### Женщины
| Дисциплина                                  | Золото                                                                       | Золото   | Серебро                                                                                      | Серебро  | Бронза                                                                                | Бронза   |
| ------------------------------------------- | ---------------------------------------------------------------------------- | -------- | -------------------------------------------------------------------------------------------- | -------- | ------------------------------------------------------------------------------------- | -------- |
| 14,7 км перепад высот: +754 м −754 м        | Грейсон Мерфи США                                                            | 1:15.20  | Элиза Понсе Франция                                                                          | 1:15.41  | Филиппа Уильямс Великобритания                                                        | 1:16.45  |
| 14,7 км (команды)                           | Франция · Элиза Понсе · Кристель Деваль · Анаис Сабрье · Матильда Санье      | 15 очков | Чехия · Адела Странская · Тереза Грохова · Павла Схорная-Матяшова · Гана Швесткова-Стружкова | 25 очков | Великобритания · Филиппа Уильямс · Эмили Коллинг · Сара Танстолл · Хайди Дэвис        | 31 очко  |
| Юниорки 6,6 км перепад высот: +393 м −475 м | Анджела Маттеви Италия                                                       | 37.12    | Барбора Гавличкова Чехия                                                                     | 37.56    | Джейд Родригес Франция                                                                | 38.48    |
| Юниорки 6,6 км (команды)                    | Италия · Анджела Маттеви · Джованна Сельва · Анна Арнаудо · Элиза Пасторелли | 17 очков | Турция · Рукен Тек · Дилек Озтюрк · Эзги Кая · Семанур Канат                                 | 26 очков | Чехия · Барбора Гавличкова · Алена Матеякова · Анежка Шевчикова · Габриэла Вейгертова | 27 очков |

## Медальный зачёт
Медали завоевали представители 7 стран-участниц.
 Принимающая страна
| Место | Страна         | Золото | Серебро | Бронза | Всего |
| ----- | -------------- | ------ | ------- | ------ | ----- |
| 1     | Италия         | 2      | 1       | 2      | 5     |
| 2     | США            | 2      | 1       | 0      | 3     |
| 3     | Великобритания | 2      | 0       | 2      | 4     |
| 4     | Чехия          | 1      | 2       | 2      | 5     |
| 5     | Франция        | 1      | 1       | 1      | 3     |
| 6     | Турция         | 0      | 3       | 0      | 3     |
| 7     | Мексика        | 0      | 0       | 1      | 1     |
| Всего | Всего          | 8      | 8       | 8      | 24    |